# جنبش کارگری
جنبش کارگری (انگلیسی: Labor movement) اصطلاح گسترده‌ای برای یک حرکت جمعی از سوی کارگران برای ایجاد تشکل‌های کارگری و گرفتن حقوق خود از کارفرمایان و دولت است. این حرکت می‌تواند باعث ایجاد یک دولت کارگری شود.

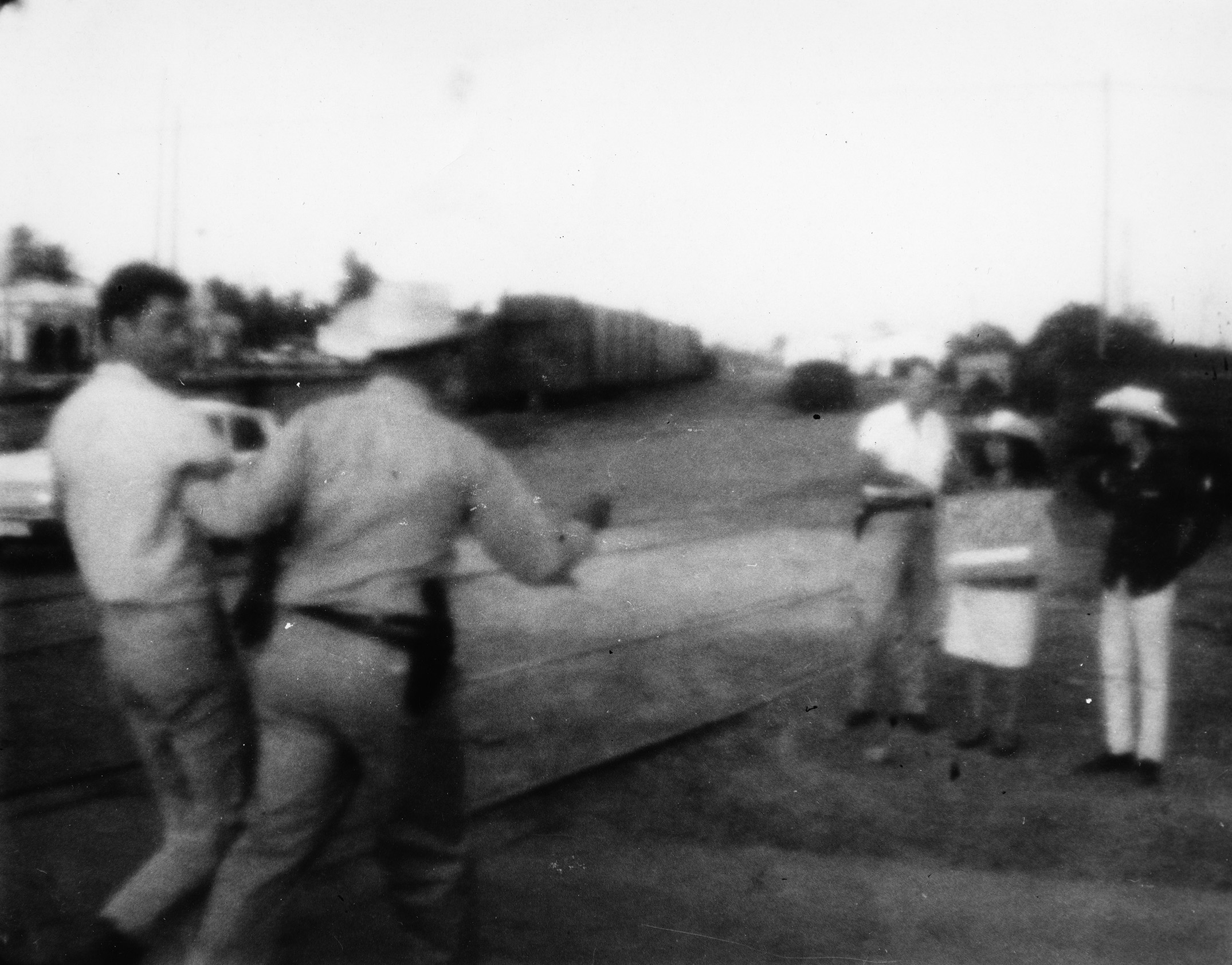
یک خبرنگار درحال کشیده شدن به دلیل اعتراض برای کارگران مزرعه

در یک جنبش کارگری افراد معتقد هستند که در کشور و جامعه خود محدودیت‌هایی وجود دارد که آن‌ها را در این وضع نگه می‌دارد و اجازه پیشرفت به آن‌ها را نمی‌دهد. درحالی که ثروتمندان ثروتشان همیشه بیشتر از قبل است و قوانین همیشه آن‌ها را ثروتمندتر می‌کند به زبانی دیگر کشور با قوانین به گونه‌ایی که گمان می‌رود دارای بازاری رقابتی نیست و این قوانین در ظاهر بی‌طرف، فقرا را در قسمتی محدود شده قرار داده است. نتیجه اینگونه افکار تأثیر در تشکیل مکتب سوسیالیسم گذاشته که مکتبی بسیار گسترده است. جنبش کارگری از جمله تشکیل مکتب کمونیسم را در پی داشت که بیشتر برای جدایی از این مکتب سوسیالیسم بود و پایه و اساسش با کارگران درآمیخته است. تأثیرات اینگونه افکار در جهان را می‌توان در جنگ سرد میان آمریکا و شوروی یا جنگ ویتنام و دیگر رویدادهای تاریخی از جمله بحران‌ها در کلمبیا و کره شمالی دید.